# Kleinarl
Kleinarl osztrák község Salzburg tartomány Sankt Johann im Pongau-i járásában. 2018 januárjában 792 lakosa volt. 

## Elhelyezkedése

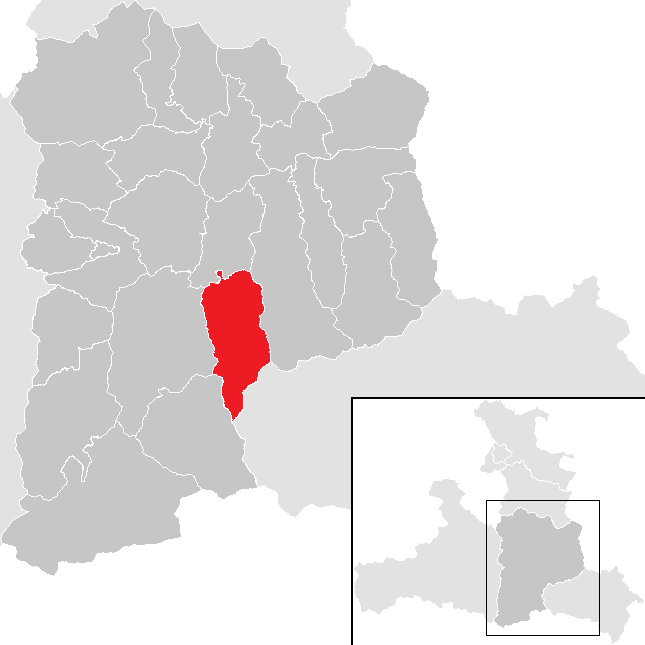
Kleinarl a St. Johann im Pongau-i járásban

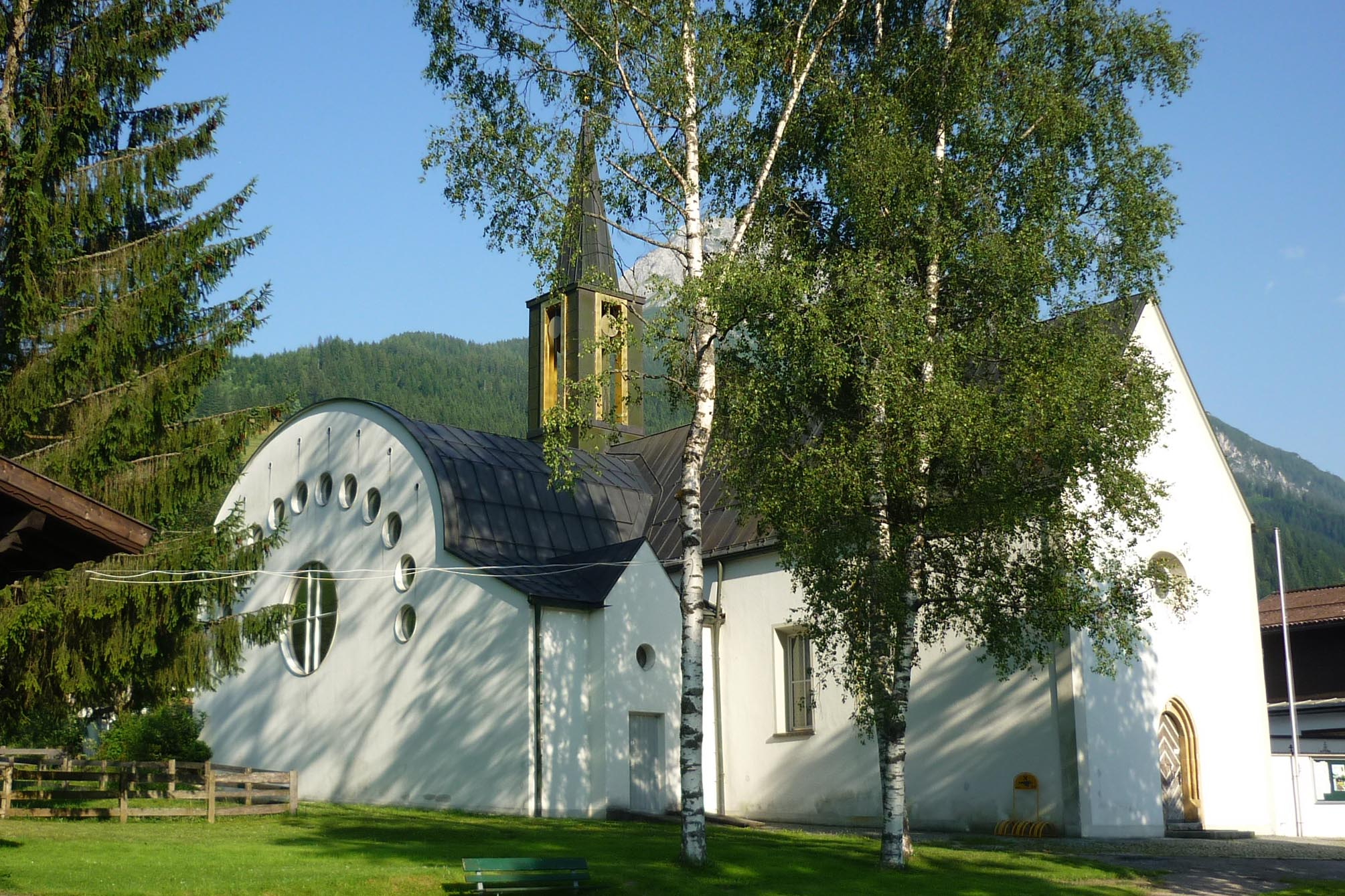
A Szt. Lőrinc-plébániatemplom

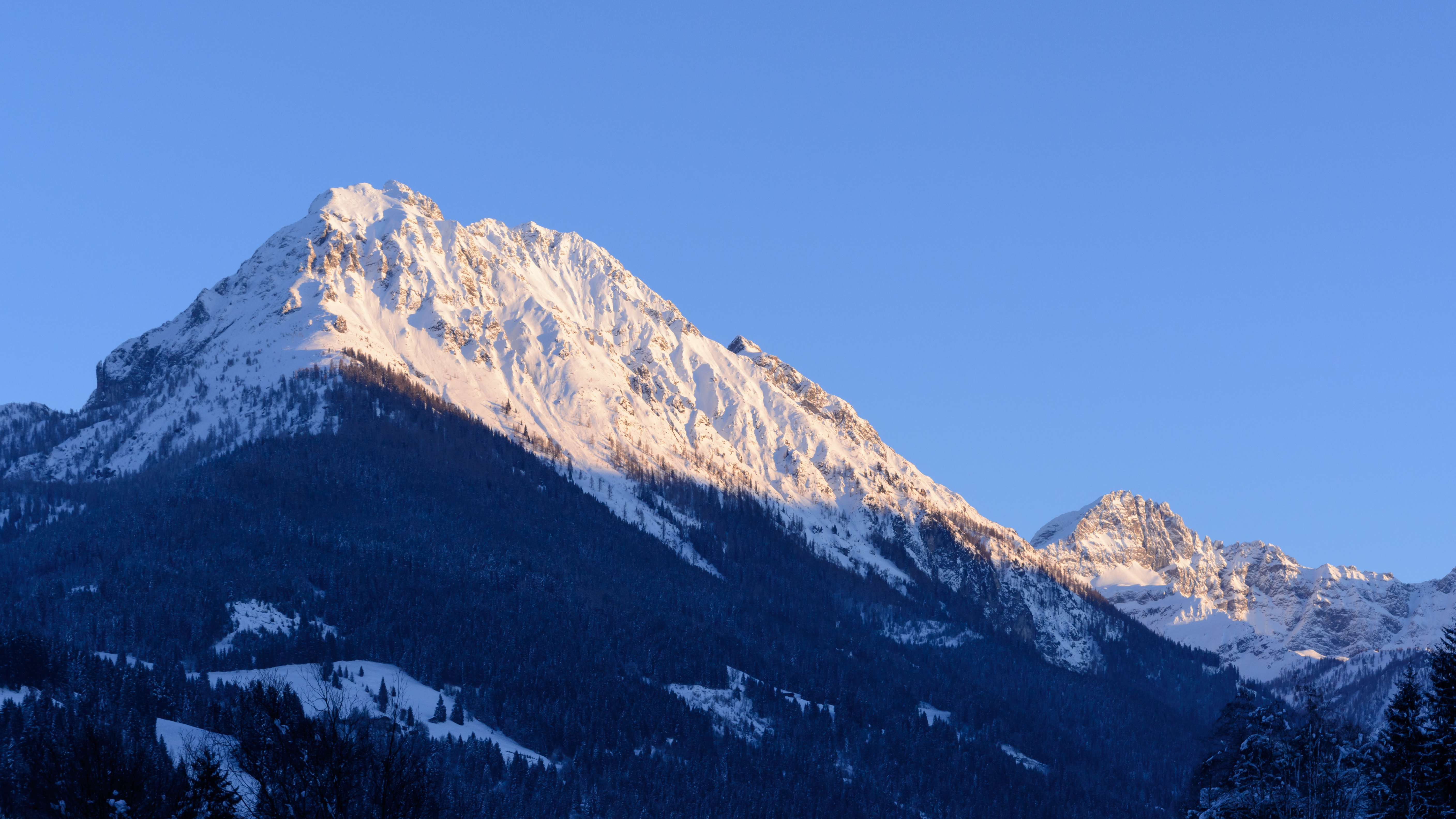
Az Ennskraxn

Kleinarl Salzburg tartomány Pongau régiójában fekszik az Alacsony-Tauern hegység nyugati határán, a Kleinarlbach folyó mentén. Legmagasabb pontja a Faulkogel (2654 m), de nála feltűnőbb és környezetéből jobban kiemelkedik a 2410 m-es Ennskraxen. Legnagyobb állóvize a Jägersee. A községnek két településrésze van: Hinterkleinarl és Mitterkleinarl. 
A környező önkormányzatok: délnyugatra Hüttschlag, nyugatra Großarl, északra Wagrain, keletre Flachau, délre Zederhaus.

## Története
A Kleinarlbach folyót először 930-ban említik írásban, de völgye ekkor még nagyrészt lakatlan volt, csak a 12. században kezdődött el megművelése a felső-bajoroszági Schwaigenből érkező telepesek által. A völgy a 15. századig Wagrain, utána Radstadt bíróságának fennhatósága alá tartozott. 

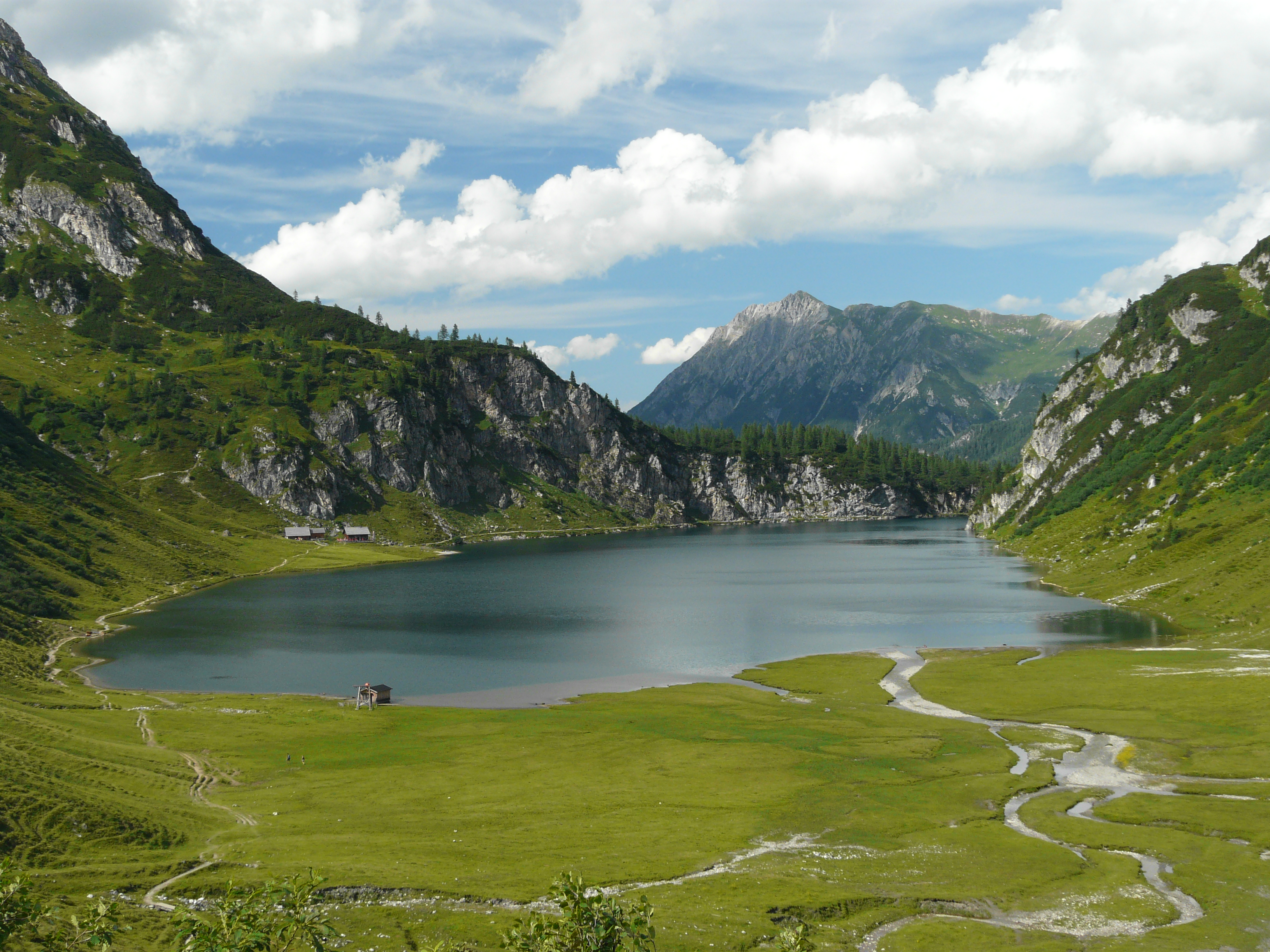
A Tappenkarsee

## Lakosság
A kleinarli önkormányzat területén 2017 januárjában 792 fő élt. A lakosságszám 1939 óta gyarapodó tendenciát mutat. 2016-ban a helybeliek 91,9%-a volt osztrák állampolgár; a külföldiek közül 3,6% a régi (2004 előtti), 2,6% az új EU-tagállamokból érkezett. 1,7% a volt Jugoszlávia (Szlovénia és Horvátország nélkül) vagy Törökország, 0,3% egyéb országok polgára. 2001-ben a lakosok 94,1%-a római katolikusnak, 1,3% evangélikusnak, 1,1% ortodoxnak, 1,3% pedig felekezet nélkülinek vallotta magát. Ugyanekkor a német (95,7%) mellett a legnagyobb nemzetiségi csoportot a horvátok alkották 1,1%-kal. 
A lakosság számának változása:

| 2016 | 775 |
| 2018 | 792 |

## Látnivalók
- a Szt. Lőrinc-plébáiatemplomot 1443-ban szentelték fel. Barokk főoltára 1775-ben készült
- a katolikus plébánia eredetileg a salzburgi érsek vadászkastélya volt, amelyet 1748-ban átépítettek és ezután kapta mai funkcióját
- a Jägersee
- a Tappenkarsee

## Híres kleinarliak
- Annemarie Moser-Pröll (1953-) olimpiai bajnok alpesi síző

## Fordítás
- Ez a szócikk részben vagy egészben  a   Kleinarl című német Wikipédia-szócikk ezen változatának fordításán alapul.  Az eredeti cikk szerkesztőit annak laptörténete sorolja fel. Ez a jelzés csupán a megfogalmazás eredetét és a szerzői jogokat jelzi, nem szolgál a cikkben szereplő információk forrásmegjelöléseként.